# Torneo Clausura 2024 (Nicaragua)
El Torneo Clausura 2024 de Nicaragua fue la 102ª edición, organizada por la Asociación Nicaragüense de Clubes de Fútbol (ANCF).

## Sistema de competición
El torneo de la Liga Primera fue conformado en tres partes:
- Fase de clasificación: 10 equipos jugaron todos contra todos a dos vueltas durante 18 jornadas. Primer y segundo lugar clasificaron directamente a semifinales. Del tercero al sexto lugar disputaron repechaje.

En la etapa regular se observó el sistema de puntos. La ubicación en la tabla general está sujeta a lo siguiente:
- Por juego ganado se obtendrán tres puntos.
- Por juego empatado se obtendrá un punto.
- Por juego perdido no se otorgan puntos.

En esta fase participaron los 10 clubes de la Liga Primera jugando en cada torneo todos contra todos durante las 18 jornadas respectivas, a visita recíproca.
- Repechaje: Se jugó a un solo partido de acuerdo a las posiciones de la Etapa Regular: 3.º vs 6.º y 4.º vs 5.º, siendo locales los equipos ubicados en el Tercer y Cuarto puesto. El ganador de cada partido avanzó a Semifinales, en caso de empate los equipos locales obtienen el pase.
- Fase final: Se jugó a visitas recíprocas (ida y vuelta). El clasificado se definió de acuerdo al marcador global de la serie.

## Equipos participantes
| Equipo               | Ciudad    | Estadio                  | Aforo  |
| -------------------- | --------- | ------------------------ | ------ |
| UNAN Managua         | Managua   | Estadio Nacional         | 15,000 |
| H&H Export Sébaco    | Matagalpa | Municipal Matagalpa      | 5,000  |
| Matagalpa FC         | Matagalpa | Municipal Carlos Fonseca | 2,200  |
| Diriangén F.C        | Diriamba  | Cacique Diriangén        | 8,000  |
| Masachapa FC         | Masachapa | Estadio La Fortaleza     | 3,000  |
| Managua F.C          | Managua   | Estadio Nacional         | 15,000 |
| Deportivo Ocotal     | Ocotal    | Roy Fernando Bermúdez    | 4,000  |
| ART Municipal Jalapa | Jalapa    | Alejandro Ramos          | 2,000  |
| Real Estelí F.C      | Estelí    | Independencia            | 5,000  |
| C.D Walter Ferretti  | Managua   | Estadio Nacional         | 15,000 |

## Tabla de posiciones
| Pos. | Equipo             | Pts. | PJ | G  | E | P  | GF | GC | Dif. |  |
| ---- | ------------------ | ---- | -- | -- | - | -- | -- | -- | ---- |  |
| 1    | Diriangén F.C      | 44   | 18 | 14 | 2 | 2  | 43 | 12 | +31  |  |
| 2    | Real Estelí F.C    | 35   | 18 | 10 | 5 | 3  | 33 | 13 | +20  |  |
| 3    | Managua F.C        | 30   | 18 | 8  | 6 | 4  | 32 | 20 | +12  |  |
| 4    | Deportivo Ocotal   | 27   | 18 | 8  | 3 | 7  | 24 | 29 | −5   |  |
| 5    | C.D Walter Ferreti | 25   | 18 | 7  | 4 | 7  | 23 | 15 | +8   |  |
| 6    | ART Jalapa         | 25   | 18 | 7  | 4 | 7  | 20 | 27 | −7   |  |
| 7    | Matagalpa FC       | 21   | 18 | 6  | 3 | 9  | 27 | 33 | −6   |  |
| 8    | H&H Export Sébaco  | 21   | 18 | 5  | 6 | 7  | 25 | 35 | −10  |  |
| 9    | UNAN Managua       | 18   | 18 | 5  | 3 | 10 | 21 | 32 | −11  |  |
| 10   | Masachapa F.C      | 5    | 18 | 1  | 2 | 15 | 19 | 51 | −32  |  |

Actualizado a los partidos jugados el 28 de abril de 2024.
 Fuente: Liga Primera
|  | Clasifica a semifinales |
|  | Clasifica a repechaje   |

## Tabla Acumulada
| Pos. | Equipo             | Pts. | PJ | G  | E  | P  | GF | GC | Dif. | Clasificación          |
| ---- | ------------------ | ---- | -- | -- | -- | -- | -- | -- | ---- | ---------------------- |
| 1    | Real Estelí F.C    | 77   | 36 | 23 | 8  | 5  | 70 | 22 | +48  | Copa Centroamericana   |
| 2    | Diriangén F.C      | 77   | 36 | 24 | 5  | 7  | 67 | 30 | +37  | Copa Centroamericana   |
| 3    | Managua F.C        | 58   | 36 | 15 | 13 | 8  | 68 | 44 | +24  | Copa Centroamericana   |
| 4    | H&H Export Sébaco  | 51   | 36 | 14 | 9  | 13 | 54 | 67 | −13  |                        |
| 5    | ART Jalapa         | 47   | 36 | 12 | 11 | 13 | 42 | 52 | −10  |                        |
| 6    | UNAN Managua       | 43   | 36 | 12 | 7  | 17 | 50 | 61 | −11  |                        |
| 7    | C.D Walter Ferreti | 42   | 36 | 10 | 12 | 14 | 40 | 39 | +1   |                        |
| 8    | Deportivo Ocotal   | 42   | 36 | 12 | 6  | 18 | 45 | 60 | −15  |                        |
| 9    | Matagalpa FC       | 38   | 36 | 10 | 8  | 18 | 50 | 60 | −10  | Repechaje del Descenso |
| 10   | Masachapa F.C      | 23   | 36 | 6  | 5  | 25 | 35 | 86 | −51  | Segunda División       |

Actualizado a los partidos jugados el 28 de abril de 2024.
 Fuente: liga primera
Notas:
1. ↑  Campeón del Torneo Apertura 2023.

## Fase final
|  | Repechaje | Repechaje          | Repechaje   |                  |   | Semifinales | Semifinales | Semifinales | Semifinales | Semifinales |  |           | Final Clausura | Final Clausura | Final Clausura | Final Clausura | Final Clausura |  |
|  |           |                    |             |                  |   |             |             |             |             |             |  |           |                |                |                |                |                |  |
|  |           |                    |             |                  |   |             |             |             |             |             |  |           |                |                |                |                |                |  |
|  |           |                    |             |                  |   |             |             |             |             |             |  |           |                |                |                |                |                |  |
|  |           |                    |             |                  |   |             |             |             |             |             |  |           |                |                |                |                |                |  |
|  |           |                    |             |                  |   |             |             |             |             |             |  |           |                |                |                |                |                |  |
|  |           | 1°                 | Diriangen   | 2                |   |             |             |             |             |             |  |           |                |                |                |                |                |  |
|  |           |                    |             | 2                |   |             |             |             |             |             |  |           |                |                |                |                |                |  |
|  |           |                    | 6°          | ART Jalapa       | 0 |             |             |             |             |             |  |           |                |                |                |                |                |  |
|  | 3°        | Managua FC         | 6°          | ART Jalapa       | 0 | 2           |             |             |             |             |  |           |                |                |                |                |                |  |
|  | 3°        | Managua FC         |             |                  |   |             |             |             |             |             |  |           |                |                |                |                |                |  |
|  | 6°        | ART Jalapa         | 3           |                  |   |             |             |             |             |             |  |           |                |                |                |                |                |  |
|  | 6°        | ART Jalapa         | 3           |                  |   |             |             |             |             |             |  | Diriangen | Diriangen      | 1              | 2              | 3              |                |  |
|  |           |                    |             |                  |   |             |             |             |             |             |  | Diriangen | Diriangen      | 1              | 2              | 3              |                |  |
|  |           |                    | Real Estelí | Real Estelí      | 2 | 0           | 2           |             |             |             |  |           |                |                |                |                |                |  |
|  |           |                    | Real Estelí | Real Estelí      | 2 | 0           | 2           |             |             |             |  |           |                |                |                |                |                |  |
|  |           |                    |             |                  |   |             |             |             |             |             |  |           |                |                |                |                |                |  |
|  |           |                    |             |                  |   |             |             |             |             |             |  |           |                |                |                |                |                |  |
|  |           | 2°                 | Real Estelí | 2                |   |             |             |             |             |             |  |           |                |                |                |                |                |  |
|  |           |                    |             | 2                |   |             |             |             |             |             |  |           |                |                |                |                |                |  |
|  |           |                    | 4°          | Deportivo Ocotal | 0 |             |             |             |             |             |  |           |                |                |                |                |                |  |
|  | 4°        | Deportivo Ocotal   | 4°          | Deportivo Ocotal | 0 | 2           |             |             |             |             |  |           |                |                |                |                |                |  |
|  | 4°        | Deportivo Ocotal   |             |                  |   |             |             |             |             |             |  |           |                |                |                |                |                |  |
|  | 5°        | CD Walter Ferretti | 1°          |                  |   |             |             |             |             |             |  |           |                |                |                |                |                |  |
|  | 5°        | CD Walter Ferretti | 1°          |                  |   |             |             |             |             |             |  |           |                |                |                |                |                |  |
|  |           |                    |             |                  |   |             |             |             |             |             |  |           |                |                |                |                |                |  |

### Repechaje
| 1 de mayo de 2024 | Managua FC             | 2:3 (0:0) (t. s.) | ART Jalapa                              | Estadio Nacional, Managua |                         |
| 20:00             | L. Dos Santos 59', 67' | Reporte           | Borge 81' · Alcázar 90+3' · Reyes 90+6' | Árbitro(s): Jorge Ojeda   | Árbitro(s): Jorge Ojeda |

| 1 de mayo de 2024 | Deportivo Ocotal           | 2:1 (0:1) | CD Walter Ferretti   | Estadio Roy Fernando Bermúdez, Ocotal |                               |
| 19:00             | Castro 59' · Velázquez 88' | Reporte   | Leandro Figueroa 40' | Árbitro(s): Reynerio González         | Árbitro(s): Reynerio González |

### Semifinales

#### Primera vuelta
| 4 de mayo de 2024 | ART Jalapa | 0:2 (0:0) | Diriangén F.C             | Estadio Alejandro Ramos Turcio, Jalapa |                             |
| 15:00             |            | Reporte   | Copete 48' · Carballo 55' | Árbitro(s): Nitzar Sandoval            | Árbitro(s): Nitzar Sandoval |

| 4 de mayo de 2024 | Deportivo Ocotal | 0:2 (0:1) | Real Estelí F.C         | Estadio Roy Fernando Bermúdez, Ocotal |                          |
| 19:00             |                  | Reporte   | Fletes 14' · Medina 60' | Árbitro(s): Miller Lopez              | Árbitro(s): Miller Lopez |

#### Segunda vuelta
| 8 de mayo de 2024 | Diriangén F.C | vs. | ART Jalapa | Estadio Cacique Diriangén, Diriamba |             |
| 20:00             |               |     |            | Árbitro(s):                         | Árbitro(s): |

| 8 de mayo de 2024 | Real Estelí F.C | vs. | Deportivo Ocotal | Estadio Independencia, Estelí |             |
| 19:00             |                 |     |                  | Árbitro(s):                   | Árbitro(s): |